# George Alfred Wilkinson
Pour les articles homonymes, voir Wilkinson et George Wilkinson.
George Alfred Wilkinson (31 août 1913 à Paris - 5 octobre 1944 (Décès)à Buchenwald) fut, pendant la Seconde Guerre mondiale, un agent du service secret britannique Special Operations Executive.

## Identités
- État civil : George Alfred Wilkinson
- Comme agent du SOE :
  - Nom de guerre (field name) : « Étienne »
  - Nom de code opérationnel : HISTORIAN

Parcours militaire : SOE, section F, General List ; grade : captain ; matricule : 294481.

## Famille
- Ses parents : Gaston Wikinson et Alice Wilkinson, née Leimbach.
- Sa femme : Jeanne Fifis, née à Clichy en 1915 et décédée à Olivet (Loiret) en 1994.
- Ses frères : Edward, également agent du SOE, et Herbert, pilote de chasse dans la RAF.

## Éléments biographiques
George Wilkinson naît le 31 août 1913 dans le 1er arrondissement de Paris.
Mission
Définition de la mission : monter et diriger le réseau HISTORIAN, dans la région d’Orléans. Nom de guerre : « Étienne ».
Le 5 avril 1944, il est parachuté dans la région d’Orléans. Ses premiers contacts lui sont indiqués par Philippe de Vomécourt.
Dans la nuit du 5 au 6 avril, arrivent deux équipiers : son opérateur radio Lilian Rolfe « Nadine » et André Studler, un instructeur en armement américain.
Il organise efficacement de nombreux parachutages d’armes destinées aux résistants : 2 en mai, 17 en juin, 24 en juillet.
Il est arrêté le 26 juin 1944, à Olivet et emmené à la prison d’Orléans. En août, il est déporté à Buchenwald.
Le 5 octobre 1944, il est fusillé. Il a 31 ans.

## Reconnaissance

### Distinctions
- Royaume-Uni : Mentioned in Despatches.
- France : Croix de guerre 1939-1945 avec palme.

### Monuments
- En tant que l'un des 104 agents du SOE section F morts pour la France, George Wilkinson est honoré au mémorial de Valençay (Indre).
- Brookwood Memorial, Surrey, panneau 21, colonne 3.
- au camp de Buchenwald, une plaque, inaugurée le 15 octobre 2010, honore la mémoire des officiers alliés du bloc 17 assassinés entre septembre 1944 et mars 1945, notamment vingt agents du SOE, parmi lesquels figure « Wilkinson, Capt. G.A. ».